# Лес-Узерес
Лес-Узерес, Усерас (валенс. Les Useres, ісп. Useras, офіційна назва Les Useres/Useras) — муніципалітет в Іспанії, у складі автономної спільноти Валенсія, у провінції Кастельйон. Населення — 995 осіб (2010).

## Географія
Муніципалітет розташований на відстані близько 300 км на схід від Мадрида, 21 км на північний захід від міста Кастельйон-де-ла-Плана.
На території муніципалітету розташовані такі населені пункти: (дані про населення за 2010 рік)
- Лас-Кревадас: 128 осіб
- Усерас: 705 осіб
- Ель-Пла: 162 особи

## Демографія

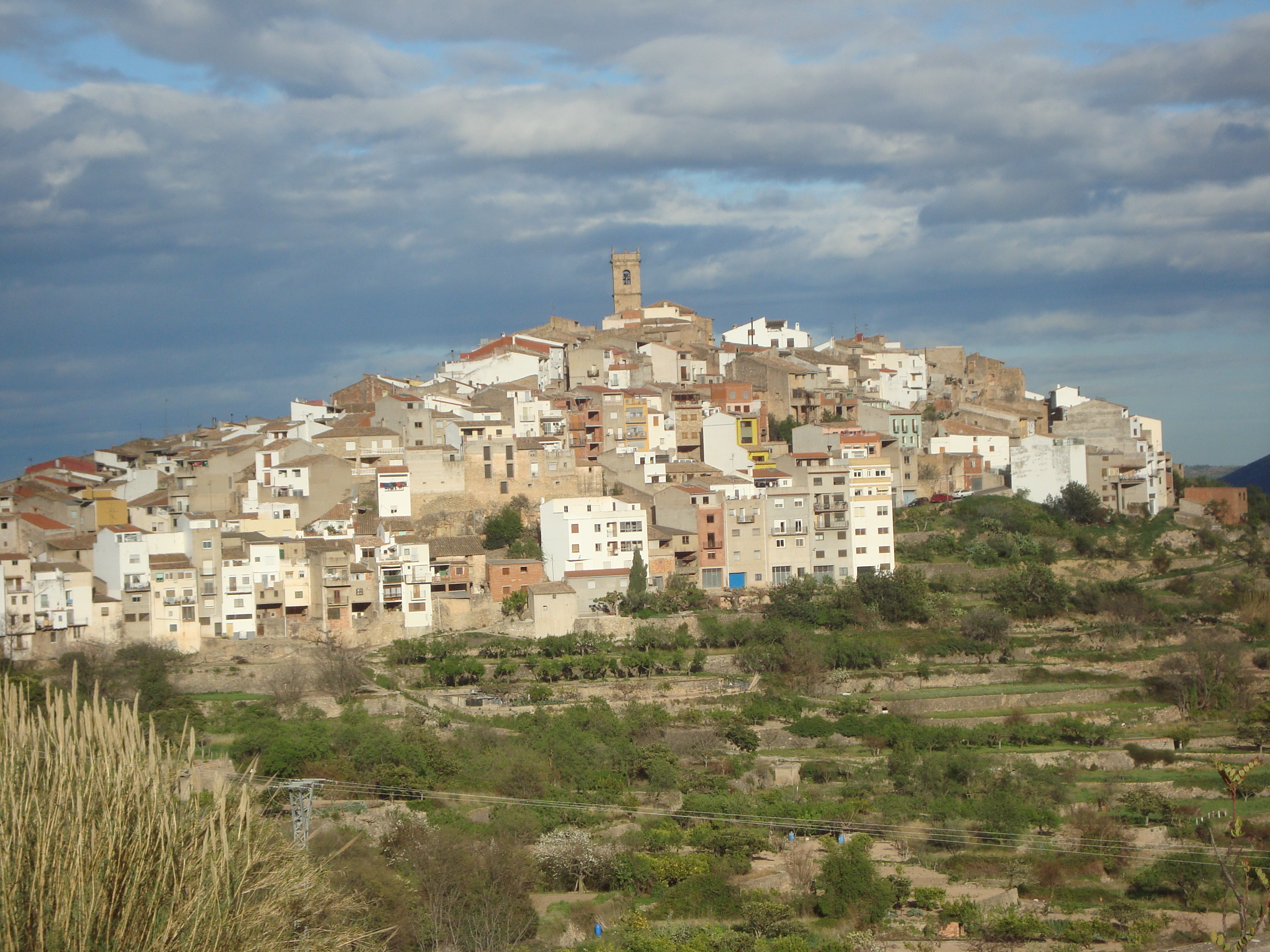
Les Useres (Castellón)

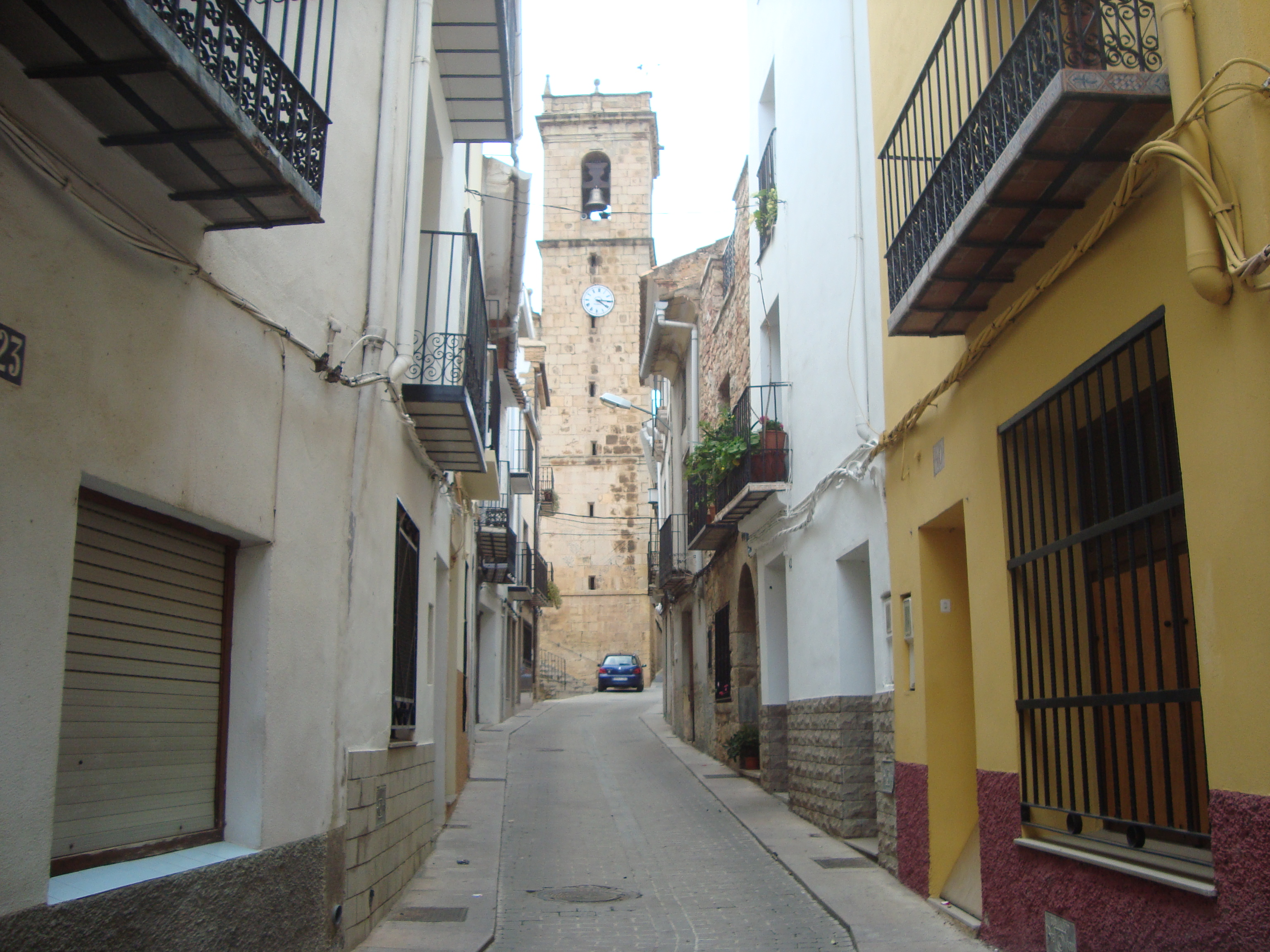
Les Useres (Castellón)

Динаміка населення (INE ):

## Галерея зображень

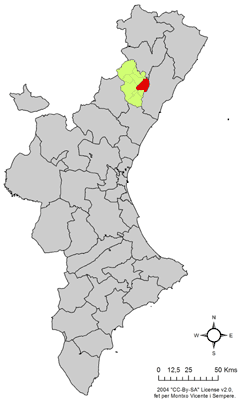
Розташування муніципалітету Лес-Узерес у автономній спільноті Валенсія
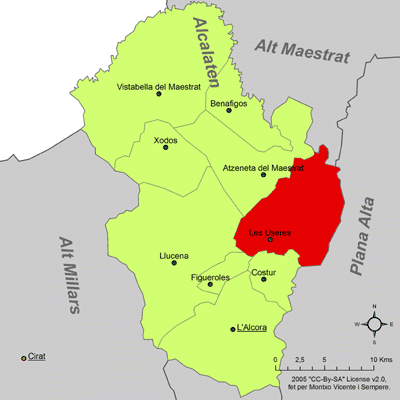
Розташування муніципалітету Лес-Узерес у комарці Алькалатен